# Йоркшир (Огайо)
Йоркшир (англ. Yorkshire) — селище (англ. village) в США, в окрузі Дарк штату Огайо. Населення — 95 осіб (2020).

## Географія
Йоркшир розташований за координатами 40°19′31″ пн. ш. 84°29′42″ зх. д. / 40.32528° пн. ш. 84.49500° зх. д. (40.325309, -84.495026).  За даними Бюро перепису населення США в 2010 році селище мало площу 0,73 км², уся площа — суходіл.

## Демографія
Згідно з переписом 2010 року, у селищі мешкало 96 осіб у 36 домогосподарствах у складі 21 родини. Густота населення становила 131 особа/км².  Було 40 помешкань (55/км²).
Расовий склад населення:
| - 95,8 % — білих |

До двох чи більше рас належало 4,2 %. Частка іспаномовних становила 0,0 % від усіх жителів.
За віковим діапазоном населення розподілялося таким чином: 24,0 % — особи молодші 18 років, 63,5 % — особи у віці 18—64 років, 12,5 % — особи у віці 65 років та старші. Медіана віку мешканця становила 31,3 року. На 100 осіб жіночої статі у селищі припадало 113,3 чоловіків;  на 100 жінок у віці від 18 років та старших — 135,5 чоловіків також старших 18 років.
Середній дохід на одне домашнє господарство  становив 57 716 доларів США (медіана — 57 500), а середній дохід на одну сім'ю — 76 087 доларів (медіана — 88 125). За межею бідності перебувало 4,2 % осіб, у тому числі 0,0 % дітей у віці до 18 років та 28,6 % осіб у віці 65 років та старших.
Цивільне працевлаштоване населення становило 47 осіб. Основні галузі зайнятості: виробництво — 44,7 %, сільське господарство, лісництво, риболовля — 23,4 %, будівництво — 12,8 %, транспорт — 4,3 %.